# George Cecil Jones
George Cecil Jones Jr. (10 de janeiro de 1873 — 30 de outubro de 1960) foi um ocultista britânico, químico, membro da Golden Dawn e co-fundador da ordem mágica A∴A∴. De acordo com o autor e ocultista Aleister Crowley, Jones viveu por algum tempo em Basingstoke , Hampshire , Inglaterra, trabalhando lá numa metalúrgica.
Nascido em Croydon, Jones foi educado na Escola de Londres , Escola Técnica Central e Universidade de Birmingham. Ele era o filho de George Cecil Jones Sr. Ele estudou química analítica no Colégio Técnico Central em South Kensington e da Universidade de Birmingham e tornou-se empregado na profissão após a formatura. Em 12 de julho de 1895, tornou-se membro da Golden Dawn. Ele é talvez mais conhecido pelo papel central que desempenhou na vida do britânico Aleister Crowley, alimentando o entusiasmo juvenil de Crowley para a magia . Jones introduziu Crowley à Golden Dawn, que Jones era um membro, passando pelo latim lema mágico Volo Noscere. Em 25 de janeiro de 1905, ele se casou com Ethel Melinda Baker em Balham . Ela era a irmã de membro Golden Dawn Julian Levett Baker, que tinha introduzido Crowley para Jones. Em 1906 Jones e Crowley teria encontrado a A∴A∴, tendo algumas das lições de suas experiências com a Golden Dawn, bem como os ensinamentos de Crowley O Livro da Lei, e incorporá-los em sua nova ordem, que Crowley teria cabeça.
Jones contribuiria também para o livro de Crowley de ensaios sobre e referências para Cabala, 777 e outros escritos cabalísticos. Em 1911, sem sucesso processou um jornal, The Mirror, alegadamente associado a Crowley.
Pouco se sabe sobre sua vida, exceto por seus papéis na história da Golden Dawn e como um amigo e associado de Crowley. Aposentou-se como um químico em 1939. Na década de 1950 Jones e sua esposa estavam vivendo em 14 Elphinstone Road, Hastings. Sua esposa morreu em 04 de janeiro de 1952 em Hastings . Ele morreu em 30 de outubro de 1960 em St. Helens Hospital em Hastings. Eles tinham pelo menos dois filhos: Eileen Cecil Jones e George Alan Jones.